# اللواء 201 مشاة ميكا (اليمن)
اللواء 201 مشاة ميكانيك هو لواء مشاة ميكانيك يمني ، يتبع المنطقة العسكرية الرابعة (الجنوبية سابقاً) محور العند،  يتمركز اللواء حالياً في معسكر الملاح بمحافظة لحج.

## قادة اللواء
- اللواء الركن محمود أحمد سالم الصبيحي (مارس 2011).[3]